# Clint Murchison, Jr.
Clint William Murchison, Jr. (nació 12 de septiembre de 1923 - murió 30 de marzo de 1987) fue el fundador de los Dallas Cowboys de la National Football League. Nació en Dallas, Texas, hijo de Clint Murchison, un magnate del petróleo de Texas que tenía numerosos asuntos de negocios que incluían no solo el petróleo sino la construcción, negocios inmobiliarios, una radio pirata a las afueras de Suecia y otras empresas.

## Su vida
Murchison nació en Texas, el 12 de septiembre de 1923, hijo de Anne Morris y Clinton Williams Murchison, ambos de Tyler. Su madre murió cuando Clint tenía solo dos años. Él y sus dos hermanos, John Dabny y Burk, fueron educados por su padre con la ayuda de una tía. Burk, dos años más joven que Clint, murió en 1936 a la edad de diez años debido a una enfermedad infantil. Ambas muertes dejaron una gran impresión en el joven Murchison. Clint, Jr., en su juventud acudió al colegio secundario privado de Lawrenceville, se graduó Phi Beta Kappa en la Universidad de Duke en ingeniería eléctrica, y recibió una maestría en matemáticas en el Instituto de Tecnología de Massachusetts. Con John Dabny heredó la fortuna que su padre había cosechado durante los años 20 y 30, fundamentalmente a través de invesiones inmobiliarias y construcción, ferrocarriles y petróleo. Los dos hermanos se hicieron cargo de Murchison Brothers a finales de los 40, y teniendo su oficina central en el número 1201 de la Calle Principal en Dallas, proyecto de construcción que Clint, Jr., supervisó. La sociedad participaba en una gran variedad de empresas, incluyendo la Empresa Industrial Daisy, fabricante de las famosas pistolas Daisy BB; la Empresa Centex; la revista "Field and Stream"; Empresa Editorial Henry Holt (conocida después como Holt, Rinehart & Winston); y petróleos Delhi. Tecon, una empresa de construcción fundada por Clint, Sr., que operaba a nivel mundial y que trabajaba en proyectos tales como el Canal de St. Lawrence , extracción de depósitos de pizarra peligrosos a lo largo del Canal de Panamá, y la construcción de un túnel bajo el puerto de La Habana en Cuba para Fulgencio Batista en los años 50.
Murchison era conocido por sus extravagancias y afinidad para los negocios locos, como su padre. De acuerdo con el consejo de su padre "el dinero era como el estiércol, tiene que ser esparcido para que hacer el bien" Clint, Jr., creó una empresa para recoger estiércol y procesarlo para producir gas metano, el cual vendía a un oleoducto de Oklahoma. Los nutrientes restantes eran recuperados y vendidos como pienso comercial para ganado. Denominó a su método el Proceso Anaeróbico de Reclamación Calorífica, bajo las siglas CRAP. Bajo unas líneas más tradicionales, Murchison era conocido por apreciar inversiones en potenciales sólidos. Mientras cenaba en una pequeña restaurante de barbacoa en Miami durante la semana de la Super Bowl en enero de 1971, quedó impresionado con su comida y emprendió un negocio con su propietario, Tony Roma. Resultando esto en una cadena de restaurantes mundialmente conocidos. En 1959 Murchison adquirió los Dallas Cowboys, una franquicia en expansión de la National Football League, por 600,000 dólares. El Texas Stadium, que se convirtió en la marca de la casa del equipo, fue idea de Murchison, y el equipo, en ese momento una de las empresas deportivas de más éxito, se trasladó allí en 1971. En esa época la fortuna de Murchison se estimaba en más de 350 millones de dólares según la revista Fortune. Sin embargo, en 1985 sufrió una caída en picado del precio del petróleo y se vio forzado a declararse en bancarrota. Un año antes se vio obligado a vender a sus adorados Cowboys por 80 millones de dólares, en ese momento un precio récord para la franquicia NFL. 
Lamentablemente, la venta solo sirvió para alertar a los acreedores sobre sus crecientes problemas financieros y se vio forzado a una posterior bancarrota.
Murchison era algo así como un enigma. En 1984 recibió el premio Humanitario del Club de Chicos de América Herbert Hoover en reconocimiento a sus esfuerzos humanitarios a favor de los jóvenes. Pero también se sabía que era un mujeriego y consumidor de narcóticos. Su primera mujer, Jane Catherine (Coleman), con la que se casó el 12 de junio de 1945, se divorció de él en enero de 1973 por su infidelidad. En junio de 1975, después de un breve noviazgo, se casó con Anne Ferrell Brandt, la exmujer de Brandt, jefe del departamento de búsqueda de talentos de los Cowboys. Murchison murió el 30 de marzo de 1987, después de una breve enfermedadad, aunque su salud se había deteriorado considerablemente en los años de sus problemas financieros. Sobrevivió por su mujer, Anne, su exmujer, Jane, y sus cuatro hijos (Clint, III, Robert, Coke Ann, y Burk) de su matrimonio anterior. Su funeral tuvo lugar en la Iglesia de Shady Grove, y Murchison fue enterrado en el cementerio de Sparkman-Hillcrest en Dallas. Tom Landry, el legendario entrenador de los Cowboys, fue una de las personas que lo elogiaron. 
Aunque no era conocido por ser una persona particularmente religiosa, Murchison había sido bautizado en la iglesia fundamentalista de Shady Grove en diciembre de 1981.

## El propietario fundador de los Dallas Cowboys
En 1960, la National Football League aprobó una licencia para Dallas y Murchison, junto a Bedford Wynne, quien era el franquiciado o el propietario de la licencia. Una razón que llevó a la NFL a decidir premiar la licencia para Dallas fue la fundación de la American Football League (AFL) por Lamar Hunt, otro hombre de negocios del área de Dallas. Hunt, creando la AFL estableció la presencia del fútbol profesional y la NFL se dio cuenta de la rapidez con la que necesitaba dirigirse a un mercado potencial liderado por una liga presuntuosa y la pérdida de una organización establecida.
Murchison era un propietario que no intervenía, delegando los asuntos de control operacional al director general de los Cowboys, Tex Schramm, al entrenador Tom Landry y al director de personal/de búsqueda de talentos Gil Brandt. Su actitud general era contratar expertos y les dejaba ejecutar el aspecto de negocios en los que brillaban.Hence, Landry disfrutó de autoridad absoluta sobre la gestión del día a día en el actual equipo; Brandt era un experto en el área de reclutamiento de jugadores y Schramm supervisaba los asuntos administrativos del día a día del equipo. Esta actitud de laissez faire ha sido reconocida por muchos hinchas de los Cowboys como fuerza conductora a las 20 temporadas consecutivas que había ganado desde 1966-1985; sin interferir en sus entrenadores y personal, Murchison no creó una atmósfera de cuestionar a posteriori y discutir sobre la selección de los jugadores para el éxito del equipo. Esta ha sido una crítica continua hecha por el actual propietario de los Cowboys Jerry Jones. En 1984, Murchison vendió los Dallas Cowboys a una agrupación inversora liderado por H.R. "Bum" Bright, un hombre de negocios del área de Dallas con un pasado en servicios bancarios/financieros y en producción de petróleo/gas.

## Su vida política
Clint Murchison ha sido objeto de una intensa especulación en relación con su asociación con el director del Director FBI J. Edgar Hoover y con figuras significantes del crimen organizado, fechado en los años 40. Él era, a la vez, el propietario de las pistas de carreras Del Mar y Santa Anita en California. Se rumoreó ampliamente el haber sido una figura central en presuntas conspiraciones en relación con el asesinato del presidente John F. Kennedy. Ninguna de estas alegaciones ha sido nunca probada. Las conexiones circunstanciales alrededor de Murchison y varios de sus negocios, y su vida política y social han guiado las investigaciones para persistir en esta sospecha.

## Radio Nord
Junto con su buen amigo Robert Thompson, Murchison respaldado también por el empresario radiofónico Gordon McLendon y ayudó a crear una estación de radio pirata flotante llamada Radio Nord a bordo del barco a motor Bon Jour y situada en el archipiélago de Stocholm. Bajo la gestión del hombre de negocios sueco-finlandés Jack S. Kotschack Radio Nord se emitió en sueco durante 16 meses, entre el 8 de marzo de 1961 y el 30 de junio de 1962. Con su mezcla de música popular, dj's y las noticias de Radio Nord se hicieron muy populares. A pesar de que los temas políticos y religiosos estaban prohibidos en la radio, se pararon cuando el gobierno Sueco introdujo una nueva legislación el la primavera de 1962, criminalizando el acto de comprar anuncios en la radio. El barco Bon Jour fue posteriormente renombrado como Mi Amigo y se convirtió en uno de los barcos usados por Radio Caroline alejada de las costas del sur de Inglaterra.

## Su muerte
Clint Murchison, Jr. murió de neumonía el 30 de marzo de 1987 en Dallas, Texas.